# Lithographa olivacea
Lithographa olivacea är en lavart som beskrevs av Fryday. Lithographa olivacea ingår i släktet Lithographa och familjen Trapeliaceae.   Inga underarter finns listade i Catalogue of Life.